# Adré
Adré – miasto w Czadzie, w regionie Wadaj, departament Assoungha; 15 361 mieszkańców (2009), położone blisko granicy z Sudanem.
W czasie konfliktu w Darfurze 3 lutego 2006 doszło tu starcia pomiędzy rebeliantami sudańskimi i wojskami czadyjskimi, w wyniku którego zginęło od 100 do 300 rebeliantów.